# Chiesa dei Santi Filippo e Giacomo (Luni)
La chiesa dei Santi Filippo e Giacomo è la parrocchiale di Nicola, frazione di Luni in provincia della Spezia. La chiesa appartiene al vicariato della Bassa Val di Magra della diocesi della Spezia-Sarzana-Brugnato e risale all'XI secolo.

## Storia e descrizione

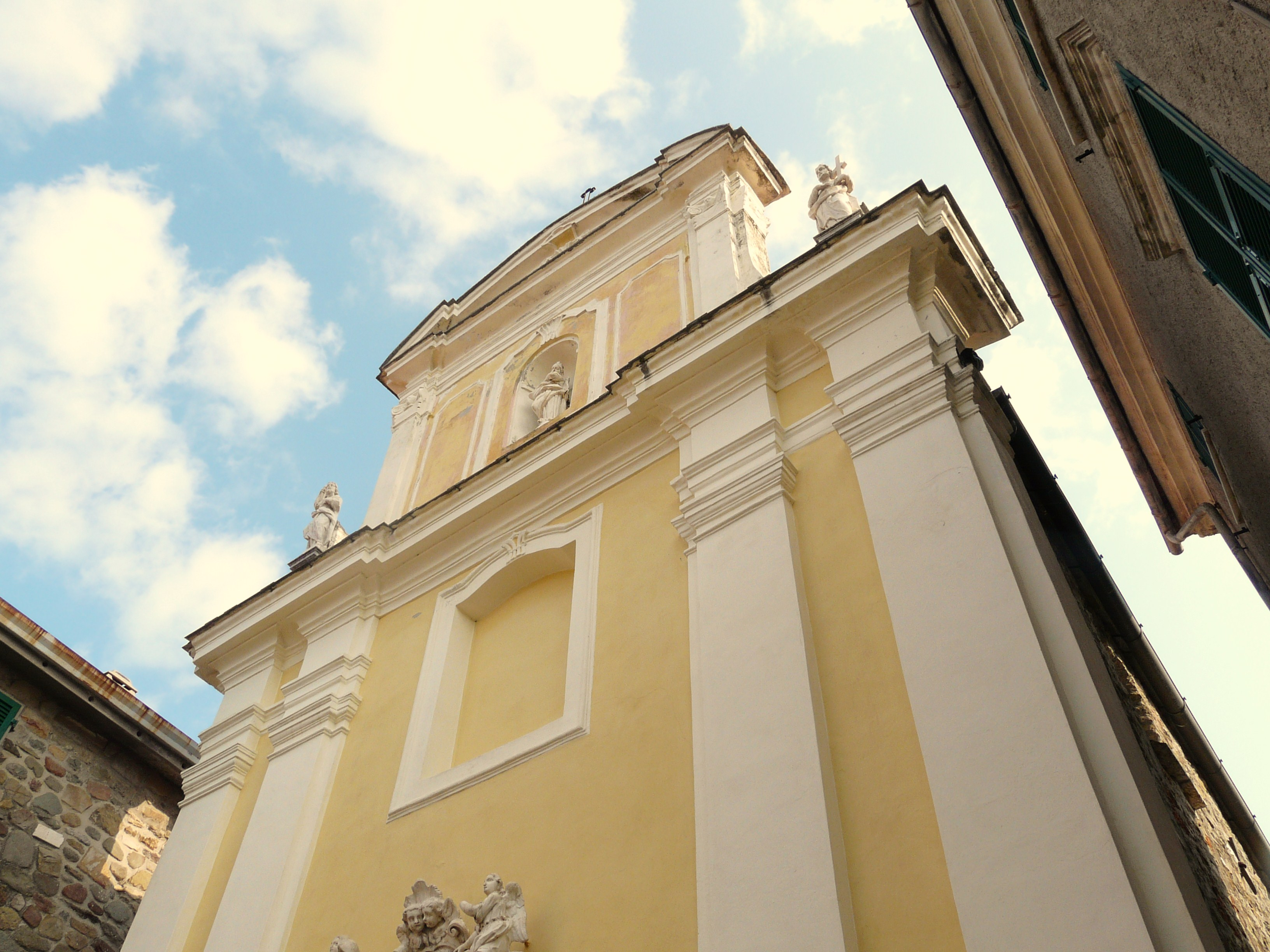
Particolare della facciata

Un primo edificio di culto - una cappella d'epoca bizantina - venne molto probabilmente realizzato in un periodo tra il VI secolo e VII secolo quale ringraziamento per la conquista dell'antica città-colonia romana di Luni. Distrutta dal re longobardo Rotari, la cappella, ubicata sul punto più in alto del piccolo e racchiuso borgo di Nicola, fu nuovamente ricostruita nell'XI secolo.
Nel XV secolo, con l'estensione dei confini giurisdizionali di Nicola, la chiesa venne eletta al titolo parrocchiale con l'istituzione dell'omonima parrocchia. Nel secolo successivo, l'edificio subì un notevole ampliamento con l'allungamento verso la piazza e l'innalzamento del corpo di oltre un metro; un successivo intervento conservativo e ampliativo fu ancora eseguito nel XVII secolo portando la chiesa allo stato attuale. Più recentemente sono stati eseguiti nuovi lavori di restauro nel 1820 e nel 1975.
L'interno si presenta a croce latina, ad unica navata, e con uno stile decorativo barocco. La gialla facciata, in precedenza di colore rosa, presenta ai lati del frontone le due statue marmoree dei santi titolari della chiesa e della parrocchia.
Tra le opere d'arte una tela del pittore Riccardo Martinelli di Carrara, databile al Seicento; la statua di San Giovanni Battista, del 1585, nella zona del fonte battesimale; la tavola dipinta del Crocifisso, nel secondo altare di sinistra, opera di un pittore della scuola pisana-lucchese del XIII secolo; la Vergine del Rosario, nel transetto, risalente alla fine del Cinquecento; il bassorilievo de I dodici apostoli, nella zona del presbiterio, del 1537.